# Кисела Ябука
Кисела Ябука (на македонска литературна норма: Кисела Јабука) е село в община Гьорче Петров, Република Северна Македония.

## География
Селото е разположено на десния бряг на Лепенец на два километра северозападно от столицата Скопие и на практика е квартал на града. На север граничи с Волково, а на юг с Ново село.

## История
До 2014 година селото е част от Волково. През септември 2014 година е направено отделно село със закон.